# Менебль
Мене́бль (фр. Menesble) — коммуна во Франции, находится в регионе Бургундия. Департамент коммуны — Кот-д’Ор. Входит в состав кантона Ресе-сюр-Урс. Округ коммуны — Монбар.
Код INSEE коммуны — 21402.

## Население
Население коммуны на 2010 год составляло 11 человек.
| 1962 | 1968 | 1975 | 1982 | 1990 | 1999 | 2010 |
| ---- | ---- | ---- | ---- | ---- | ---- | ---- |
| 48   | 35   | 25   | 23   | 13   | 14   | 11   |

## Экономика
В 2010 году среди 4 человек трудоспособного возраста (15—64 лет) 3 были экономически активными, 1 — неактивным (показатель активности — 75,0 %, в 1999 году было 50,0 %). Из 3 активных жителей работали 3 человека (2 мужчин и 1 женщина), безработных не было. Среди 1 неактивного 0 человек были учениками или студентами, 1 — пенсионером, 0 были неактивными по другим причинам.